# Juana Gallo
Juana Gallo és una pel·lícula dramàtica mexicana de 1961, escrita i dirigida per Miguel Zacarías, fotografiada per Gabriel Figueroa i protagonitzada per María Félix, Jorge Mistral i Luis Aguilar, participant en el 2n Festival Internacional de Cinema de Moscou.

## Argument
Una pagesa de nom Ángela, en assabentar-se de l'assassinat del seu pare i el seu promès en un intent per portar-los de lleva, s'aixeca en armes contra el govern federal, ajusticiant Ordóñez i als altres dels assassins dels seus sers estimats. Ángela, que comença a ser coneguda com a “Juana Gallo”, aconsegueix el suport de tot el poble; inclusivament d'alguns federals que passen a defensar la seva causa contra el govern colpista del traïdor i assassí Victoriano Huerta. Aquesta tibant situació es convertiria en la batalla de Zacatecas.

## Curiositats
- La pel·lícula pren el nom d'un personatge pintoresc de la ciutat de Zacatecas, Ángela Ramos Aguilar, sobrenomenada Juana Gallo, que era una humil venedora de tacos, que en estat etílic solia contar històries com a revolucionària, sense que en realitat ella hagi format part del moviment de la Revolució Mexicana. Les referències a Pancho Villa i Felipe Ángeles van ser omeses, deixant únicament a Huerta, Francisco I. Madero i Venustiano Carranza.[2]

## Repartiment
- María Félix... Ángela Ramos Juana Gallo
- Jorge Mistral... Capitán Guillermo Velarde
- Luis Aguilar... Coronel Arturo Ceballos Rico
- Christiane Martel... Ninón
- Ignacio López Tarso... Pioquinto
- Rita Macedo... mujer famélica
- René Cardona... Capitán Esquivel
- Noé Murayama... Coronel Ordóñez
- Marina Camacho... la chica de Arturo
- José Alfredo Jiménez... Nabor, el caporal
- Sonia Infante... no acreditada
- Amado Mauricio Corro... Cordetin de órdenes